# معهد العالمية للدراسات الإسلامية
معهد العالمية للدراسات الإسلامية (بالأردوية: جامعہ علیمیہ اسلامیہ)‏ هي جامعة للعلوم الإسلامية تقع في كراتشي بإقليم السند في باكستان. يدير المؤسسة الاتحاد العالمي للبعثات الإسلامية.

## تاريخ المعهد
تأسس معهد العالمية للدراسات الإسلامية في يوليو 1964 من قبل الدكتور محمد فضل الرحمن الأنصاري القدري، مؤسس ورئيس الاتحاد العالمي للبعثات الإسلامية. ومن أشهر الدارسين في المعهد عمران نزار حسين.

## وصلات خارجية
- الموقع الرسمي.